# Ramón Puerta
Federico Ramón Puerta (Apóstoles, Provincia de Misiones; 9 de septiembre de 1951) es un político, ingeniero y empresario argentino perteneciente al Partido Justicialista. Ocupó el cargo de gobernador de Misiones entre 1991 y 1999. Posteriormente, fue elegido en diversas oportunidades legislador por aquella provincia como Diputado y Senador Nacional. En diciembre de 2001, como senador, alcanzó la Presidencia provisional del Senado y, tras la renuncia del presidente Fernando de la Rúa, estuvo a cargo del Poder ejecutivo nacional por dos días.
Fue designado por el presidente Mauricio Macri como embajador argentino en España en diciembre de 2015, siendo oficializado vía decreto el 8 de marzo de 2016.

## Biografía

### Primeros años
Nació en Apóstoles, siendo hijo de Zulema Galarza y del empresario yerbatero Federico Gumersindo Puerta (1929-2014). Estudio en Ciudad de Buenos Aires donde cursó sus estudios secundarios. Se recibió de Ingeniero civil especializado en vías de comunicación en la Universidad Católica Argentina.
Nunca se casó y tuvo dos hijos.[cita requerida]
Se dedicó a la producción, industrialización y comercialización de la yerba mate.  En 1991, cuando asume por primera vez la Gobernación de Misiones, su empresa tenía una facturación de 50 millones de dólares anuales y era considerada la principal contribuyente fiscal del rubro en la provincia. Se dedica además a la producción ganadera, forestal y tabacalera y el autotransporte de cargas. Se desempeñó como Diputado Nacional por Misiones entre 1987 y 1991, cuando es elegido gobernador.

### Gobernador de Misiones

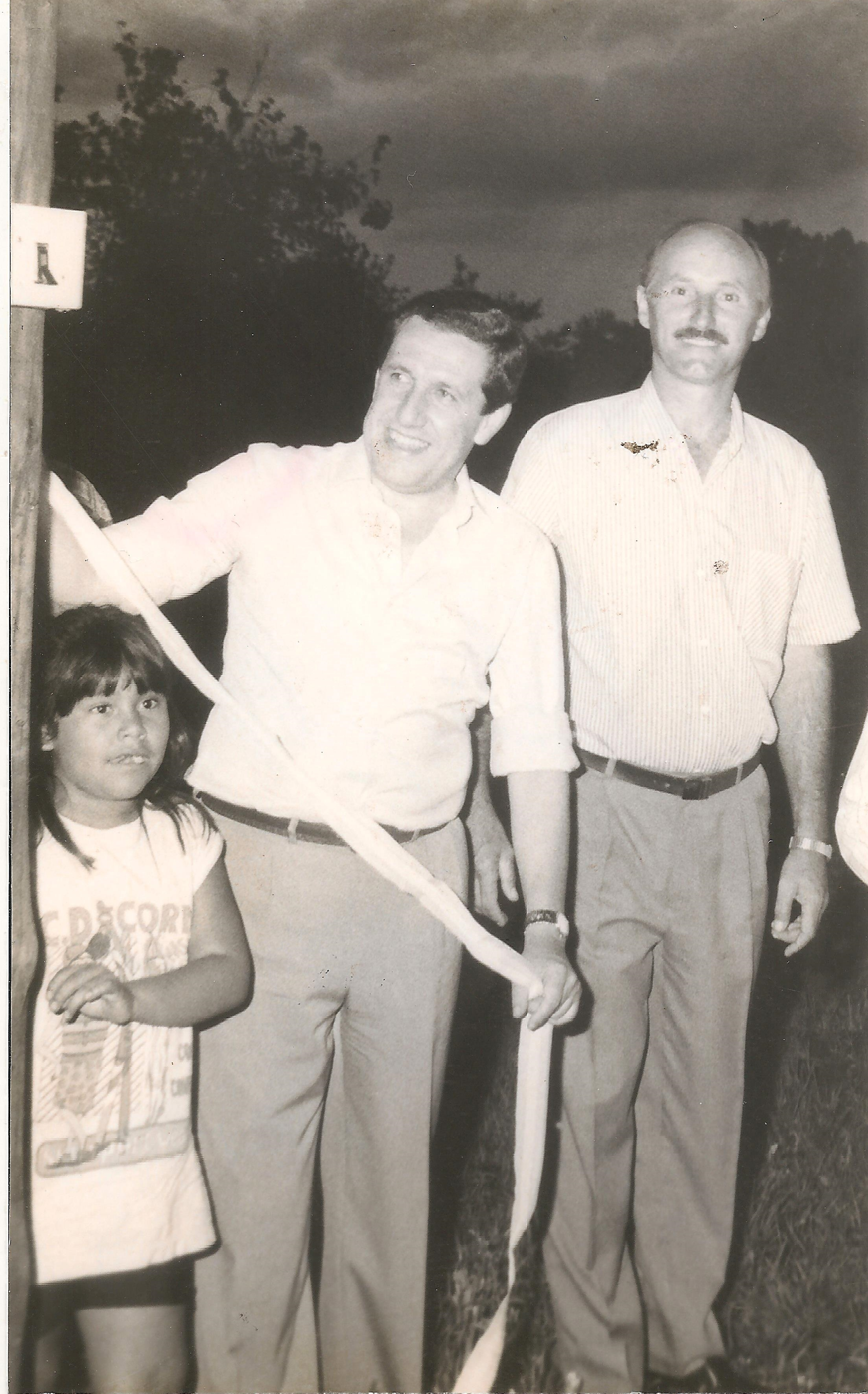
Puerta junto con el intendente de San José, Miguel Gerula.

Fue elegido Gobernador de Misiones en 1991 y reelegido en 1995. Su gestión adhirió al gobierno del presidente Carlos Saúl Menem y llevó a cabo profundas reformas en sintonía con las políticas liberales aplicadas a nivel nacional. Se privatizó el Banco de Misiones, el Instituto del Seguro, y Papel Misionero. En algunas localidades, como Posadas e Iguazú, se concesionó el servicio de agua potable y cloacas, y se permitió la instalación de casinos en la provincia. Por otra parte, también se puso en funcionamiento la represa hidroeléctirca de Urugua-í bajo una concesión privada. Se crearon diversas áreas naturales protegidas, entre ellas los parques provinciales Horacio Foerster,  Durante su gobierno varias reservas forestales en algunos casos luego serían concesionadas. Paralelamente se produjo un aumento notable de la deforestación en la provincia, quedando gran cantidad de bosques vírgenes deforestados. En 1996 estallaría un escándalo local cuando 67.780 y 12.890 hectáreas de parques provinciales fueron privatizados a una sociedad entre SOCMA del Grupo Macri y Maderera Puerta propiedad de la familia del gobernador a precios de 0.001$ por hectárea, paralelamente la UCR local también quedaría involucrada en el escándalo por recibir coimas y comprar a precio de subasta cientos de hectáreas que luego serían expropiadas a 13 veces su valor para construir nuevas presas para Yacyreta. Tras ello gran parte del PJ local denunciaría a puerta, pidiendo la expulsión del partido.
Las reformas permitieron que Misiones pudiera bajar su endeudamiento.[cita requerida] No logró disminuir la pobreza en la que se encontraba un tercio de la población. A mediados de 1997, Federico Ramón Puerta y el intendente Rovira firman con el titular de la Represa de Yaciretá, Jorge Pedreira, el convenio para la construcción de la Costanera Posadas. En febrero de 1998 se adjudica la construcción a una empresa del grupo Macri. En febrero de 1998 se le adjudicó la obra a Iecsa, del grupo Macri, la obra fue acusada de irregularidades, el primer tramo de la construcción costó 12,5 millones de dólares, aunque el Estado provincial terminó pagando casi el doble, denunciándose que a la empresa como “una estructura mínima que pagaba mal los materiales, casi a precio de costo
La privatizaciones, especialmente del Banco de Misiones y Papel Misionero, como las obras públicas llevadas adelante en su gestión, serían criticadas por sectores periodísticos y políticos de la provincia debido al costo y la manera irregular con el que se habrían llevado a cabo las operaciones, como así también que fueron hechas en beneficio a sectores empresariales considerados «amigos», como el grupo Macri. Diferentes personas han criticado su forma de gobernar atribuyendo le características «feudales». Ha sido acusado de corrupción; así como de ataques a la prensa crítica y de disminuir la independencia del poder judicial, a fin de incrementar su poder político, de negociados familiares y a aliados políticos. A fin de su gobierno la empresa de energía eléctrica provincial, la empresa de agua potable, la represa Yacireta, el 80 por ciento de las autopistas en la provincia y la totalidad de las radios y canales de TV locales pertenecían a allegados, familiares y testaferros de Puerta
Fue uno de los gobernadores electos como Convencional Constituyente para la reforma de 1994 de la Constitución Nacional. Durante su mandato se produjo una aguda crisis agraria y de la sociedad misionera en general, que tubo como aristas la migración
rural urbana, el crecimiento desmesurado de las principales ciudades de la provincia por
medio de asentamientos urbanos precarios, el crecimiento de las estadísticas de
necesidades básicas insatisfechas, desocupación, desnutrición, altas tasa de mortalidad y formas de participación ciudadanas encorsetadas por el clientelismo.
Su mandato finalizó en 1999 y deviene nuevamente Diputado Nacional.

### Actividad legislativa y presidencia provisional
En 1999, es elegido por segunda vez Diputado Nacional, cargo al cual renunció tras ser elegido Senador Nacional en 2001 y designado Presidente provisional del Senado dos meses más tarde. La designación generó polémica ya que Puerta pertenecía al partido opositor al gobernante a nivel nacional con Fernando de la Rúa, la Unión Cívica Radical. Debido a la renuncia del vicepresidente Carlos Álvarez en 2000, y en virtud de la ley de acefalía del poder ejecutivo, la sucesión presidencial recayó en el Presidente provisional del Senado, cargo que desempeñaba Puerta.
Estuvo en ejercicio del Poder ejecutivo nacional del 21 al 22 de diciembre de 2001, después que De la Rúa renunciara a su cargo en medio de la crisis que azotaba al país. En su fugaz presidencia, restablece parcialmente el estado de sitio que antes había decretado y levantado De la Rúa, y nombra integrantes para el gabinete nacional: Humberto Schiavoni (Jefe de Gabinete), Miguel Ángel Toma (Interior), Jorge Capitanich (Economía) y Ricardo Biazzi (Educación). Se mantuvieron en el cargo: Adalberto Rodríguez Giavarini (Relaciones Exteriores) y Horacio Jaunarena (Defensa).
De acuerdo con el artículo 2 de la Ley 20.972 —de acefalía—, cumplió el mandato de convocar dentro de las 48 horas a la Asamblea Legislativa para elegir qué funcionario público habría de desempeñar la presidencia hasta que un nuevo presidente sea electo —de acuerdo al artículo 88 de la Constitución—. Reunida el 23 de diciembre de 2001, la Asamblea Legislativa eligió a Adolfo Rodríguez Saá para el cargo. Días después, Puerta renunció a la presidencia del Senado alegando motivos de salud. Se mantuvo como senador hasta 2005.
En 2003, fue candidato a un tercer mandato como gobernador con el apoyo de Eduardo Duhalde, pero fue derrotado por Carlos Eduardo Rovira quien contaba con el apoyo de Néstor Kirchner. El mismo Rovira intentó reformar la Constitución Provincial para lograr la reelección indefinida, pero Rovira fue derrotado por el frente liderado por Joaquín Piña opuesto a la reelección, quien contaba con el apoyo de diversos dirigentes, entre ellos Puerta.
En 2007, se postuló nuevamente por el peronismo disidente a gobernador, quedando en tercer puesto por detrás de Maurice Closs y Pablo Tschirsch.
Fue nuevamente electo Diputado Nacional en las elecciones de 2009, y se mantuvo en el cargo hasta 2013 por el Frente Unión Pro Dignidad, una alianza regional entre peronistas disidentes del kirchnerismo y el PRO. En 2015 fue candidato a Diputado por el Frente Renovador de Sergio Massa.

### Gabinete
| Jefatura de Gabinete y Ministerios del Gobierno de Ramón Puerta | Jefatura de Gabinete y Ministerios del Gobierno de Ramón Puerta | Jefatura de Gabinete y Ministerios del Gobierno de Ramón Puerta |
| Cartera                                                         | Titular                                                         | Período                                                         |
| --------------------------------------------------------------- | --------------------------------------------------------------- | --------------------------------------------------------------- |
| Jefatura de Gabinete de Ministros                               | Humberto Schiavoni                                              | 21 de diciembre de 2001 - 23 de diciembre de 2001               |
| Ministerio del Interior y de Justicia                           | Miguel Ángel Toma                                               | 21 de diciembre de 2001 - 23 de diciembre de 2001               |
| Ministerio de Relaciones Exteriores y Culto                     | Adalberto Rodríguez Giavarini                                   | 21 de diciembre de 2001 - 23 de diciembre de 2001               |
| Ministerio de Defensa                                           | Horacio Jaunarena                                               | 21 de diciembre de 2001 - 23 de diciembre de 2001               |
| Ministerio de Economía, Desarrollo Social, Trabajo y Salud      | Jorge Capitanich                                                | 21 de diciembre de 2001 - 23 de diciembre de 2001               |
| Ministerio de Educación                                         | Ricardo Biazzi                                                  | 21 de diciembre de 2001 - 23 de diciembre de 2001               |
| Secretarías de Estado del Gobierno de Ramón Puerta              |                                                                 |                                                                 |
| Cartera                                                         | Titular                                                         | Período                                                         |
| Secretaría General                                              | Humberto Schiavoni                                              | 21 de diciembre de 2001 - 23 de diciembre de 2001               |

### Embajador en España
En diciembre de 2015, el presidente Mauricio Macri, lo designó como Embajador argentino en España. Su designación debió ser aprobada en el Senado de la Nación Argentina.
Puerta se reconoce amigo cercano de Macri, y se ha manifestado a favor de las gestiones de Macri en diversas oportunidades.

## Controversias
En 2014 el diario Página 12, acusó a Puerta de tener trabajadores esclavos en sus campos. La AFIP realizó una inspección sorpresa en campos de propiedad de Puerta, donde se encontró a casi un centenar de personas trabajando en condiciones de esclavitud, viviendo en pequeñas chozas de techo de bolsa para cosechar yerba mate.  Puerta afirmó que se trató de una "operación mediática" y negó la veracidad de la denuncia. Sin embargo la justicia dio por válida las pruebas y avanzó en la investigación.
Fue acusado de recibir pauta publicitaria del gobierno de la Ciudad de Buenos Aires de parte de Mauricio Macri en medio del escándalo desatado a raíz de las denuncias contra Fernando Niembro. En el Boletín oficial de la Ciudad, figura como beneficiario a Canal 4 de Posadas, el cual su dueño negó recibir pauta oficial del gobierno porteño. Sin embargo, afirmó que se destinaba al canal Misiones Cuatro, propiedad de Puerta.